# Ciladas
Ciladas (São Romão) es una freguesia portuguesa del concelho de Vila Viçosa, con 107,54 km² de superficie y  habitantes (2001). Su densidad de población es de 10,7 hab/km².